# Simulium bustosi
Simulium bustosi är en tvåvingeart som beskrevs av Vargas och Ramón A. Palacios 1946. Simulium bustosi ingår i släktet Simulium och familjen knott. Inga underarter finns listade i Catalogue of Life.